# 7 Vezes
7 Vezes é o sétimo álbum e o quinto de músicas inéditas da banda brasileira O Rappa. Foi lançado em 15 de agosto de 2008 pela gravadora Warner Music. O título alude ao fato de se tratar do sétimo álbum da discografia da banda (excetuando-se dessa contagem a coletânea Warner 30 Anos: O Rappa). A faixa escolhida para primeiro single, Monstro Invisível, foi lançada em 8 de julho através do portal Claro Idéias.

## Critica
| Críticas profissionais | Críticas profissionais |
| Avaliações da crítica  | Avaliações da crítica  |
| Fonte                  | Avaliação              |
| ---------------------- | ---------------------- |
| Território da Música   | [ 3 ]                  |
| Galeria Musical        | [ 4 ]                  |
| AllMusic               | [ 5 ]                  |
| Folha de São Paulo     | (Negativa)             |

O álbum recebeu críticas positivas. Anderson Nascimento, da Galera Musical analisou positivamente o álbum, falando que  "O álbum acompanha a sequência de bons álbuns de carreira da banda, porém se mostra levemente inferior ao anterior. Enquanto "O Silêncio..." entrou para a história como um álbum muito bem arranjado e com uma concisão que acabou por delimitar as faixas dentro desse conceito, em sete vezes temos uma banda mais crua com faixas bastantes independentes uma da outra. Ainda que os temas sociedade, violência, descrença acabem se convergindo no final.
".

## Faixas
Todas as faixas escritas e compostas por Marcos Lobato, Marcelo Falcão, Xandão, Lauro Farias e Marcelo Lobato, exceto onde indicado. 
| N.º            | Título                                                                              | Duração |  |
| 1.             | "Meu Santo Tá Cansado"                                                              | 5:08    |  |
| 2.             | "Verdade de Feirante"                                                               | 4:45    |  |
| 3.             | "Hóstia"                                                                            | 3:23    |  |
| 4.             | "Meu Mundo É O Barro"                                                               | 4:39    |  |
| 5.             | "Farpa Cortante"                                                                    | 4:15    |  |
| 6.             | "Em Busca do Porrão"                                                                | 4:25    |  |
| 7.             | "7 Vezes"                                                                           | 5:12    |  |
| 8.             | "Monstro Invisível" (Marcelo Falcão, Xandão, Lauro Farias, Marcelo Lobato)          | 4:40    |  |
| 9.             | "Maria"                                                                             | 5:17    |  |
| 10.            | "Súplica Cearense" (Gordurinha, Nelinho)                                            | 6:02    |  |
| 11.            | "Fininho da Vida"                                                                   | 4:50    |  |
| 12.            | "Documento"                                                                         | 3:59    |  |
| 13.            | "Respeito Pela Mais Bela" (Vinícius Falcão, Marcelo Falcão, Xandão, Farias, Lobato) | 3:51    |  |
| 14.            | "Vários Holofotes"                                                                  | 3:55    |  |
| Duração total: | Duração total:                                                                      | 64:29   |  |

## Formação
O Rappa
- Marcelo Falcão - vocais, ruídos, raggas e violões
- Marcelo Lobato - bateria, marimba, bacia, garrafa, steel drums, marmita, vibrafone, harmónio, teclados, taças, tambura, trombone, escaleta, acordeon, pipe, metalofone, tamancos, lata, pão eletrónico, cravo, santoor, palmas e vocal
- Xandão - guitarra, guitarra barítono, guitarra 12 cordas, cavaquinho, bandolim
- Lauro Farias - baixo, Fender Telecaster, Gibson Rd Artist, palmas e vocal

Músicos Convidados
- Tom Sabóia - violão, guitarra, Ebow, teclados, orquestração, palmas e vocal
- Cleber Sena - bateria, shaker, chocalho, tambor de crioula, unha de cabra, cajon, eletropad, garrafa d'água, lata, bumbo, reco, caxixi, surdo, tamborica, cuíca e palmas
- Bernardo Aguiar - chocalho, shaker, tamancos, agogô, triângulo, panelas, reco, unho de cabra, pandeiro, padeirão, talk drum, derbak, perfurmaria, caxixi, mola
- Vinícius Falcão - backing vocal
- André Rafael - backing vocal
- DJ Negralha - pickups
- Marcos Lobato - teclados, bandolim, dobro, banjo e compositor
- Sérgio Santos - palmas
- Carlos Medeiros - palmas
- Alexandre Duayer - guitarras e palmas
- Ricardo Vidal - surdo, caxixi. chimbal, reco e congo pequeno
- Tuca (Plataforma) - cuíca
- Nielson - surdo, tamborim e caixa
- Wesley Assumpção - tamborim, caixa, repique e surdo